# Rakvere JK Tarvas
El Rakvere JK Tarvas es un equipo de fútbol de Estonia que juega en la Esiliiga B, la tercera liga de fútbol más importante del país.

## Historia
Fue fundado en el año 2004 en la ciudad de Rakvere con el nombre VJK Rakvere, donde luego en el 2007 pasaron a llamarse Rakvere FC Flora, y en el 2011 cambiaron su nombre por el que tienen actualmente.. Nunca había jugado en la Meistriliiga hasta que en la temporada 2015 se ubicaron en la cuarta posición, pero como los tres primeros lugares de la liga fueron equipos filiales (no tenían derecho al ascenso a la Meistriliiga), ascendieron por ser el equipo no filial mejor ubicado.

## Palmarés
- II Liiga Norte: 1

2011
- IV Liiga: 1

2004

## Temporadas

### Números por temporada
| Temporada | Liga | Pos. | J  | G  | E | P  | GF  | GC  | GD  | Pts. | Notas |
| --------- | ---- | ---- | -- | -- | - | -- | --- | --- | --- | ---- | ----- |
| 2004      | 6E   | 1    | 14 | 13 | 0 | 1  | 81  | 12  | 69  | 39   | [ 1 ] |
| 2005      | 4E   | 3    | 22 | 15 | 3 | 4  | 56  | 28  | 28  | 48   | [ 2 ] |
| 2006      | 4E   | 2    | 22 | 15 | 2 | 5  | 57  | 34  | 23  | 47   | [ 3 ] |
| 2007      | 3E/N | 2    | 26 | 16 | 4 | 6  | 75  | 36  | 39  | 52   | [ 4 ] |
| 2008      | 2    | 8    | 36 | 10 | 7 | 19 | 53  | 82  | –29 | 37   | [ 5 ] |
| 2009      | 2    | 10   | 36 | 8  | 2 | 26 | 48  | 105 | –57 | 20   | [ 6 ] |
| 2010      | 2    | 9    | 36 | 10 | 3 | 23 | 45  | 95  | –50 | 21   | [ 7 ] |
| 2011      | 3E/N | 1    | 26 | 22 | 2 | 2  | 100 | 29  | 71  | 68   |       |

E = Zona Este; E/N = Zona Este/Norte

## Jugadores

### Jugadores destacados
- Mati Pari
- Toomas Tohver